# Теорема Банаха об обратном операторе
Теорема Банаха об обратном операторе — один из трёх основных принципов «банаховой» теории линейных операторов (два других — теорема Хана — Банаха и принцип равномерной ограниченности).

## Формулировка
Если ограниченный линейный оператор {\displaystyle A} отображает всё банахово пространство {\displaystyle E} на всё банахово пространство {\displaystyle E_{1}} взаимно однозначно, то существует линейный ограниченный оператор {\displaystyle A^{-1}}, обратный оператору {\displaystyle A}, отображающий {\displaystyle E_{1}} на {\displaystyle E}.

## Следствия

### Теорема об открытом отображении
| Линейное непрерывное отображение {\displaystyle A} банахова пространства {\displaystyle E} на всё банахово пространство {\displaystyle E_{1}} открыто. |

### Лемма о тройке
| Пусть {\displaystyle E,E_{1},E_{2}} — банаховы пространства и {\displaystyle A\colon E\to E_{1}}, {\displaystyle B\colon E\to E_{2}} — линейные непрерывные операторы, причем {\displaystyle B} отображает {\displaystyle E} на всё {\displaystyle E_{2}} (то есть {\displaystyle {\mbox{Im}}\,B=E_{2}}). Если при этом {\displaystyle {\mbox{Ker}}\,A\supset {\mbox{Ker}}\,B,} то существует такой линейный непрерывный оператор {\displaystyle C\colon E_{2}\to E_{1}}, что {\displaystyle A=CB}. |

Здесь {\displaystyle {\mbox{Ker}}\,A} — ядро, {\displaystyle {\mbox{Im}}\,A} — образ оператора {\displaystyle A}. Символически утверждение леммы о тройке удобно изобразить такой схемой:
{\displaystyle {\begin{array}{ccccc}{\mbox{Ker}}\,B&\to &E&{\xrightarrow {B}}&E_{2}\\\bigcap &&||&&\downarrow C\\{\mbox{Ker}}\,A&\to &E&{\xrightarrow {A}}&E_{1}\end{array}}}